# Antranilat 3-monooksigenaza (deaminacija)
Antranilat 3-monooksigenaza (deaminacija) (EC 1.14.13.35, antranilatna hidroksilaza, antranilatna 2,3-dioksigenaza (deaminacija), antranilatna hidroksilaza (deaminacija), antranilinska hidroksilaza, antranilatna 2,3-hidroksilaza (deaminacija)) je enzim sa sistematskim imenom antranilat,NADPH:kiseonik oksidoreduktaza (3-hidroksilacija, deaminacija). Ovaj enzim katalizuje sledeću hemijsku reakciju
antranilat + NADPH + H+ + O2 {\displaystyle \rightleftharpoons } 2,3-dihidroksibenzoat + NADP+ + 3
Enzim iz Aspergillus niger sadrži gvožđe. Enzim iz kvasca Trichosporon cutaneum je flavoprotein (FAD).

## Literatura
- Nicholas C. Price; Lewis Stevens (1999). Fundamentals of Enzymology: The Cell and Molecular Biology of Catalytic Proteins (Third изд.). USA: Oxford University Press. ISBN 019850229X.
- Eric J. Toone (2006). Advances in Enzymology and Related Areas of Molecular Biology, Protein Evolution (Volume 75 изд.). Wiley-Interscience. ISBN 0471205036.
- Branden C; Tooze J. Introduction to Protein Structure. New York, NY: Garland Publishing. ISBN 0-8153-2305-0.
- Irwin H. Segel. Enzyme Kinetics: Behavior and Analysis of Rapid Equilibrium and Steady-State Enzyme Systems (Book 44 изд.). Wiley Classics Library. ISBN 0471303097.
- William P. Jencks (1987). Catalysis in Chemistry and Enzymology. Dover Publications. ISBN 0486654605.

## Spoljašnje veze
- Anthranilate+3-monooxygenase+(deaminating) на 